# Aung Thwin
Aung Thwin (* 31. März 1936 in Rangun) ist ein myanmarischer Bildhauer.
Aung Thwin studierte von 1955 bis 1960 Kulturwissenschaften an der Universität Rangun. Von 1962 bis 1971 arbeitete er als Dozent für Bildhauerei an der birmanischen Staatsschule für Schöne Künste. Studienreisen führten ihn unter anderem 1969 in die DDR. 1971 wechselte Aung Thwin als Bühnenbildner und Kostümgestalter an das staatliche Theater der birmanischen Hauptstadt.
Aung Thwins Werk umfasst überwiegend Kleinplastiken. Daneben schuf er jedoch auch einige lebensgroße Darstellungen von Figuren.